# Økokrim
Økokrim (vollständige Bezeichnung: Den sentrale enhet for etterforskning og påtale av økonomisk kriminalitet og miljøkriminalitet, deutsch etwa: Zentrale Behörde Norwegens zur Ermittlung und Strafverfolgung von Wirtschafts- und Umweltdelikten) ist eine norwegische Behörde zur Bekämpfung von Wirtschaftskriminalität, Umweltkriminalität und Computerkriminalität. Økokrim wurde 1989 gegründet und hat seine Zentrale in Oslo.

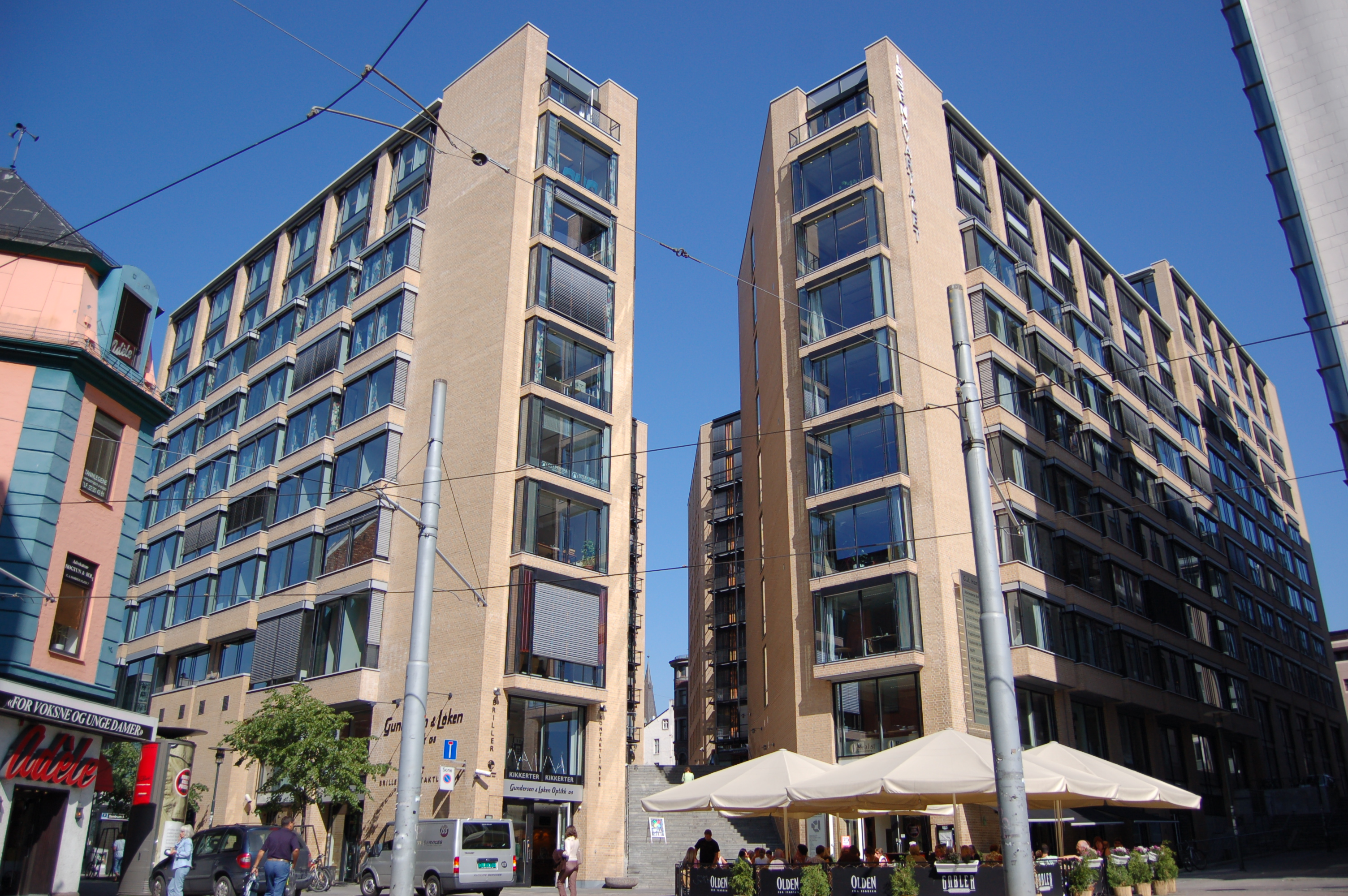
Die Zentrale in Oslo